# Paracoccus muraltiae
Paracoccus muraltiae är en insektsart som först beskrevs av Charles Kimberlin Brain 1912.  Paracoccus muraltiae ingår i släktet Paracoccus och familjen ullsköldlöss. Inga underarter finns listade i Catalogue of Life.